# 唯脳論
唯脳論（ゆいのうろん）は、養老孟司が提唱した思想、および養老が著した書籍。
1989年10月、青土社より刊行された。その後「脳内革命」、「右脳」、「脳トレーニング」などの脳ブームの先駆けをなしたとされる。

## 概要
文化や伝統、社会制度はもちろん、言語、意識、心など人のあらゆる営みは脳という器官の構造に対応しているという考え方。ただし、脳が世界を創っているなどとしてすべてを脳に還元する単純な脳一元論ではない。「脳が心を作り出す」というよりは「脳という構造が心という機能と対応」しているとする。そして構造と機能を分けて見ているのは脳である。
すべての人工物の仕組みは脳の仕組みを投影したものである。人は己の意のままにならぬ自然から開放されるために人工物で世界を覆おうとする。そのようにしてできた世界が脳化社会である。その特徴は下記の通りである。
- 人工空間の成立
- 仮想空間の成立
- 自然の排除